# 潘文道
潘文道（1979年2月—），广西南宁人，壮族，无党派人士。中华人民共和国政治人物、第十三届全国人民代表大会广西壮族自治区代表。

## 生平
2018年，潘文道被选为广西壮族自治区出席第十三届全国人民代表大会代表。